# Luba Yakymtchouk
Luba Yakymtchouk, ou Lubov Yakymtchouk (en ukrainien : Любов Василівна Якимчук, Lioubov Vasylivna Iakymtchouk), est une poétesse ukrainienne, née en 1985 à Pervomaïsk (oblast de Louhansk) en Ukraine.

## Biographie
Née en 1985 à Pervomaïsk dans la région du Donbass, fille de mineur, Luba Yakymtchouk vit à Kyïv. Sa famille a fui le Donbass après que les séparatistes s'en sont emparé en 2014 et son ville natale est depuis occupée par la République populaire de Louhansk.

## Œuvre
Dans son recueil de poèmes Les Abricots du Donbass, Yakymtchouk se fait la porte-parole des exilés du Donbass, et sa poésie puise ses thèmes dans la guerre (mort, viol, destruction...) aussi bien que dans le paysage minier de cette région. Elle cherche à rendre par la décomposition des mots les destructions dues à la guerre, dans la lignée du poète futuriste Mykhaïl Semenko.
L'invasion russe de l'Ukraine en 2022 inspire aussi ses plus récents poèmes.

## Liste des œuvres
- Абрикоси Донбасу (Abrykosy Donbasou), Видавництво Старого Лева, Lviv, 2015.
- Co-scénariste pour le film Slovo House.

## Traduction en français
- Luba Yakymtchouk (trad. Iryna Dmytrychyn et Emmanuel Ruben), « Maison mon amour », dans Iryna Dmytrychyn et Emmanuel Ruben (dir.), Hommage à l'Ukraine, Stock, coll. « La Cosmopolite », 2022 (ISBN 978-2-234-09455-0)
- Lubov Yakymtchouk, « la mine de la langue française » (poème inédit), « corneille, roues », « de vieillesse » (extraits de Abricots du Donbass), p. 66-77 dans Ukraine : 24 poètes pour un pays, Éditions Bruno Doucey, coll. « Tissages », 2022 (ISBN 978-2-36229-433-4)